# 星乃まりな
星乃 まりな（ほしの まりな、2004年〈平成16年〉2月14日 - ）は、日本の女優。
山口県出身。ViiVO（ヴィーボ）所属。「スタースカウト総選挙2021 in Winter」グランプリ受賞。
ニックネームは「まりーな」「マリーナ」。
複数社のスカウトを受け、2022年6月1日に「星乃 まりな」として芸能事務所ViiVo（ヴィーボ）へ所属。

## 来歴

### STU48時代

#### 2017年
- 3月31日、STU48の一期生の正式メンバーとして公表される。

#### 2019年
- 2月13日、2ndシングル「風を待つ」の次世代カップリング曲「原点」でセンターを務める。
- 7月31日、3rdシングル「大好きな人」へ選抜メンバーとして参加。

#### 2020年
- 1月29日、4thシングル「無謀な夢は覚めることがない」で、初の表題曲16人選抜のメンバーに選出される。
- 9月2日、5thシングル「思い出せる恋をしよう」へ選抜メンバーとして参加。

#### 2021年
- 1月15日、新春STU48コンサート2021〜瀬戸内からGO TO 武道館〜[5]へ出演。
- 2月17日、6thシングル「独り言で語るくらいなら」へ表題曲16人選抜のメンバーに選出される。
- 3月30日、STU48 課外活動STUDIO公演において、STU48から卒業することを発表[6]。
- 6月4日、山口県周南市・RISING HALLで卒業公演が行われる[7]。
- 6月5日、オンラインサイン会をもって、STU48としての活動を終了[7]。

### STU48 卒業後

#### 2021年
- 「スタースカウト総選挙2021 in Winter」オーディションへ参加。
- 12月26日、クールジャパンパーク大阪WWホールにて行われたファイナルステージの結果として、応募総数30,126名の中からグランプリを受賞[4]。

### ViiVo所属後

#### 2022年
- 6月1日、「星乃まりな」として芸能事務所ViiVo（ヴィーボ）へ所属を発表[8]。

#### 2025年
- 1月4日、ライブレボルトの新キャストとして活動することが発表された。[9]
- 1月12日、ライブレボルトのXの公式アカウントによるスペースでの配信の中で、「紫月ネオン」役となった事が発表された。[10]
- 5月2日、「ドキドキほし～の！」（BEATVISION）のパーソナリティに就任することが発表された。[11]

## 出演

### 舞台
- 「放課後戦記2022」へTeamPinkの「親河和枝」役にて出演（2022年11月29日 - 12月4日、劇場「シアターミクサ」）[12]
- 「ポップスガールズ」の「シュシュ組」へ出演（2023年1月20日 - 22日、劇場「新宿シアターブラッツ」）[13]
- 「Lily Project 第1弾公演！アサルトリリィ×私立ルドビコ女学院「シュベスターの祈り」」へ「佐野・マチルダ・こころ」役にて出演（2023年5月18日 - 21日、劇場「シアターサンモール」）[14]
- 劇団バルスキッチン 第33回公演「どぎまぎメモリアル ～まぎまぎブルーver.～」へ「藤浪詩織」役にて出演（2024年3月27日 - 31日、劇場「バルスタジオ」）[15]
- 「アサルトリリィ・新章」～サングリーズル編『花々の黄昏』／大島近海ネスト調査隊編『玲瓏たる深潭』～へ「松村優珂」役にて出演（2024年5月17日 - 22日、劇場「かめありリリオホール」）[16]
- 「放課後戦記2024」へTeamPinkの「親河和枝」役にて出演（2024年7月7日 - 15日、劇場「シアター・アルファ東京」）[17]
- 「放課後戦記2024 ～血塗られた首謀者を探せ～」へ出演（2024年12月20日 - 22日、劇場「新宿シアターブラッツ」）[18]
- 「the Selected World」へ出演（2025年3月5日 - 9日、劇場「萬劇場」）[19]
- 「せんせい」へ出演（2025年4月3日 - 7日、劇場「ウッディシアター中目黒」）[20]
- 「INNOCENT WORLD」へ出演（2025年5月10日 - 15日、萬劇場）[21]
- 男澤企画 Vol.4「抜殻を握った僕たちは」へ「刻」組で出演 （2025年8月20日 - 24日〈予定〉、シアターグリーン BASE THEATER）[22]
- 超次元ミュージカル「ネプテューヌ」Re:BOOT!!（2025年10月1日 - 5日〈予定〉、六行会ホール） - パープルハート 役[23][24]

### 朗読劇
- 映像配信型朗読劇「ヘッド本。アキ 2022 mini」へ出演（2022年9月22日20時頃 - 10月2日23時）[25]
- 朗読劇「ブラッドギャング・マクベスガールズ」へ出演（2025年8月10日 - 8月11日 〈予定〉、参宮橋TRANCE MISSION）[26]

### テレビ番組
- 山口発見‼旅バラエティー「たびきのこ」(山口放送：2024年9月13日 19:00～19:56) [27]
- 熱血テレビサタデー (山口放送：2024年9月14日 11:55～13:00) [28]

### ドラマ
- 配信サービスLemino オリジナルドラマ「対ありでした。～お嬢さまは格闘ゲームなんてしない～」へ出演（2023年6月9日 - ）[29]
- 十影堂制作の「おひとりさまの推しレシピ3」の「アルバイト先のスーパーからもらった惣菜をバージョンアップするアレンジレシピ」へ出演（2024年11月1日 - ）[30][31]
- 「失踪人捜索班 消えた真実」第3話（2025年4月25日、テレビ東京） - カナ 役[32]

### 映画
- マイマジ/映画作る系YouTuber「世界の終末に君が笑う」へ花咲みさと役で出演(2024年2月22日公開) [33]
- 映画「他人は地獄だ」へ出演(2024年11月15より公開) [34][35]

### ライブステージ
- 山口県周南市にて行われた「萌えサミット11」にてライブステージ（シネマ・ヌーヴェル）へ出演（2022年10月9日）[36]

### ライブステージ（ライブレボルト）
- 「LiveRevolt Re：venge 0th LIVE ”Re：BORN”（代官山ユニット[37]）」へ出演（2025年1月19日）[38]
- 「肉フェス2025お台場 アニソン＆アキバカルチャーDAY」へ出演（2025年4月29日、肉フェス お台場特設会場）[39]
- 末永香乃さんのイベント「ラブピンク戦士かののんSS -Shining Sweetness-」へゲスト出演（2025年5月11日）[40]
- 「LiveRevolt Re:venge 1st Live ”Re：ignited”（六本木 unravel Tokyo）へ出演（2025年5月17日 昼の部／夜の部）[41]

### 配信イベント、配信番組
- ZOOM配信イベント「ヴェートーベンpresents 星乃まりなグレイテスト・ショー」へ出演（2022年10月16日）[42]
- YouTube配信バラエティ番組「バラッチェ vol.6」へ出演（2022年10月26日）[43]
- ZOOM配信イベント「ヴェートーベンpresents 星乃まりな 生誕祭」へ出演（2023年2月21日）[42]
- YouTube配信バラエティ番組「バラッチェ vol.13」へ出演（2023年3月29日）[43]
- YouTube配信バラエティ番組「バラッチェ vol.15」へ出演（2023年5月31日）[43]
- 渋谷クロスFM「渋谷女子企画」へ出演（2023年4月21日）[44]
- ZOOM配信イベント「ヴェートーベンpresents 星乃まりな生誕祭後夜祭」へ出演（2024年2月18日）[45]
- ZOOM配信イベント「ヴェートーベンpresents 星乃まりなグレイテスト・ショー」へ出演（2024年6月9日）[46]
- 渋谷クロスFM「矢崎希菜のCINEラジ＆音ラジ」へ出演（2024年7月21日）[47]
- ZOOM配信イベント「ヴェートーベンpresents 星乃まりなグレイテスト・ショー」へ出演（2024年9月7日）[48]
- 真剣劇場！ガチトーーク プロ野球優勝決定直前SP supported by 東スポ へ広島カープファンとして出演（2024年9月9日）[49]
- Nontitle PROJECT LAVIE へ出演（2024年9月12日 - 11月14日 全10話）[50]
- マシェバラpresents RUNWAY ”M” Collection ～2024AUTUMN/WINTER in 原宿～ へ選抜枠で出演（2024年11月4日）[51]
- 星乃まりな デジタル写真集＆FLASH 2月4日発売号対象オンラインサイン会へ出演（2025年2月4日）[52]
- ZOOM配信イベント「ヴェートーベンpresents 星乃まりな生誕祭後夜祭」へ出演（2025年2月23日）[53]
- 真剣劇場！ガチトーーク 2025年開幕直前SP へ広島カープファンとして出演（2025年3月3日）[54]
- Hey！和コレクション ～U-24～ へ出演（2025年3月15日）[55]
- ZOOM配信イベント「ヴェートーベンpresents 星乃まりなグレイテスト・ショー」へ出演（2025年7月13日）[56]

### トークイベント
- 「舞台放課後戦記2022上映会＋アフタートーク編」へ出演（2022年12月18日）[57]
- 「ルド女予備校」へ出演（2023年5月27日）[58]
- 「若手女優達がトークしたりするイベント ネイキッドロフト横浜編 vol.41」へ出演（2023年4月23日）[59]
- 「舞台 アサルトリリィ上映会＆トークショー」へ出演（2023年10月21日 18時30分～）[60]
- 「若手女優達がトークしたりするイベント vol.77 放課後戦記アフタートークSP2」へ出演（2024年7月26日）[61]
- 「舞台放課後戦記2024上映会＋アフタートーク編」へ出演（2024年9月14日）[62]
- 「舞台放課後戦記2024上映会後夜祭」へ出演（2024年9月14日）[63]
- 「若手女優達がトークしたりするイベント ネイキッドロフト横浜編 vol.112」へ出演（2025年5月18日）[64]
- 「INNOCENT LABYRINTH×WORLD アフターイベント」へ出演（2025年6月16日、荻窪小劇場）[65]

### 雑誌
- 「FLASH  2024年1月23日 号」の「二十歳の美女図鑑」に掲載される。（2024年1月9日発売）[66]
- 「FLASH  2024年12月17日 号」に初となる水着でのグラビアが掲載される。（2024年12月3日発売）[67]
- 「FLASH  2025年2月18日・25日 号」にグラビアが掲載される。（2025年2月4日発売）[68]
- 「B.L.T.  2025年4月号」にグラビアが掲載される。（2025年2月28日発売）[69]
- 「FLASH  2025年4月29日・5月6日 号」にグラビアが掲載される。（2025年4月15日発売）[70]
- 「FLASH  2025年6月3日 号」にグラビアが掲載される。（2025年5月20日発売）[71]

### ファンミーティング
- 「星乃まりな生誕祭＆ファンミーティング2024」開催（2024年2月17日）[72]
- 「星乃まりな～生誕祭2025～in Naked Loft Yokohama」開催（2025年2月22日）[73]
- 「まりーなかふぇ」開催（2025年5月18日）[74]

### ラジオ（ゲスト出演）
- 「神月柚莉愛と佐久間千笑の[CUE SHEET]」へゲスト出演（2025年1月18日、2025年1月25日）[75]
- 「オーナーズのこだわりチュ～ず DAY」へゲスト参加（2025年5月6日、2025年5月13日、FM川口）[76]

### ラジオ（パーソナリティ出演）
- 「ドキドキほし～の！」のMC（2025年1月2日～）[77]

### イベントレポート
- 「ニコニコ超会議2025」を取材（2025年4月27日）[78]
- 「デザインフェスタ vol.61」にて藍空キャンドル ブースを取材[79]（2025年7月6日）[80]
- 「デザインフェスタ vol.61」にてハコガタ ブースを取材[81]（2025年7月6日）[82]

### その他
- 「スタースカウト総選挙 2022 in Summer」にて、グランプリ受賞者へのプレゼンターとして出演（2022年5月9日）[83]
- 「STU48 瀧野由美子卒業コンサート」へサプライズ出演（2023年11月3日）[84]
- 公月聖さんの23歳のお誕生日会「あきらのおたんじょうびかい」へ友情出演（2024年7月19日）[85]
- NEC LAVIE Sol POP UP EVENT powered by intel 大阪会場へ参加（2024年12月7日 - 8日、阪急ビックマン前広場）[86]
- 東スポWEBにインタビュー記事掲載（2025年2月10日）[87]
- 中野あいみバースデーイベント「あいみんわーるど。2025」へゲスト出演（2025年5月21日）[88]
- 「星乃まりな×KINGLY MASK　1日店長イベント」開催（2025年9月6日 11時30分 - 14時30分〈予定〉、KINGLY MASK原宿本店）[89]

## 書籍

### デジタル写真集
- もっと、私を知って（2025年2月4日、光文社［FLASHデジタル写真集］、撮影：佐々木大輔）[90]
- ハタチの誓い（2025年2月4日、光文社［FLASHデジタル写真集］、撮影：佐々木大輔）[91]
- もっと近づきたい（2025年4月15日、光文社［FLASHデジタル写真集］、撮影：佐々木大輔）[92]
- desire（2025年4月15日、光文社［FLASHデジタル写真集］、撮影：佐々木大輔）[93]